# 比利·馬丁
阿爾弗瑞德·曼紐·馬丁（英語：Alfred Manuel Martin，1928年5月16日—1989年12月25日），美國職棒大聯盟球員，身高180公分，體重74公斤，守位為二壘。他是紐約洋基在五〇年代的主力二壘手，退休後五次擔任洋基總教練，拿下三次美國聯盟冠軍和二次世界大賽冠軍。
馬丁以拼勁和火爆的脾氣著稱，他強烈的領軍風格雖具爭議，被他帶領的球隊往往戰績優異。
1975年比利馬丁首度擔任洋基教練，後來因得罪大老闆喬治·史坦布瑞納被開除。1980年洋基隊重新給他機會，再次雇用他為總教練，電影《十三王牌》"比利馬丁"指涉的「第二次機會」，正是這個典故。美國ESPN體育台於2007年7月推出以棒球為主題的影集"The Bronx Is Burning"，片中就是描述比利馬丁第一次領軍時期1977年的洋基隊，他和老闆史坦布瑞納以及明星球員瑞吉·傑克森之間的緊張關係。

## 外部連結
- 球員資訊和成績在MLB，ESPN，Baseball-Reference，Fangraphs，Baseball-Reference (Minors)（英文）